# 55418 Bianciardi
55418 Bianciardi è un asteroide della fascia principale esterna. Scoperto nel 2001, presenta un'orbita caratterizzata da un semiasse maggiore pari a 2,9340744 UA e da un'eccentricità di 0,1106875, inclinata di 11,78909° rispetto all'eclittica.
Fa parte della famiglia di asteroidi San Marcello.
L'asteroide è dedicato all'astrofilo italiano Giorgio Bianciardi, di professione medico.